# Бадиле, Антонио
Антонио Бадиле (итал. Antonio Badile; ок. 1518, Верона — 1560, Венеция) — живописец итальянского маньеризма веронской школы.

## Биография
Антонио Бадиле происходил из семьи, в которой было тринадцать потомственных веронских художников. Живописцами были его дед, Джованни Бадиле, и дядя, Франческо Бадиле. Антонио проходил обучение у дяди Франческо, который взял его к себе, когда юноша в 1530 году остался сиротой. Вероятно, Бадиле также был учеником Франческо Торбидо и Джованни Франческо Карото, художников, к которым он, во всяком случае, был близок по стилю.
В 1541 году художник женился на синьоре Лаурое дель Ферро, в семье родится восемь детей. Дочь Антонио Бадиле, Елена, стала женой художника Паоло Веронезе.

## Творчество
На творчество Бадиле частично повлиял брешианский художник Алессандро Бонвичино, более известный как Моретто да Брешиа. Вместе с Джованни Франческо Карото Бадиле известен как один из учителей Паоло Веронезе и Джованни Баттиста Дзелотти.
Присутствие в его городе брешианских мастеров из Ломбардии, а также Тициана и влияние его ученика Паоло Веронезе, побудило Бадиле к большей свободе в использовании контрастных холодных и тёплых тонов.
Картины Бадиле отличаются вниманием к пространственной взаимосвязи человеческих фигур и архитектуры. «Мадонну во славе» он создал в стиле Моретто, при написании «Воскрешения Лазаря» его вдохновляли Доссо и Савольдо, а «Мадонна на площади Синьории», считающаяся его самой значительной работой, создавалась под влиянием Тициана. Особое значение имеют его портреты, такие как «Монахиня Аванци» (Галерея Академи, Венеция), отличающиеся яркой характеристикой изображаемых персонажей.
Как признанный мастер Антонио Бадиле имел право набирать учеников в собственную мастерскую. Двое из его учеников стали впоследствии знаменитыми. Джованни Баттиста Дзелотти стал декоратором-фрескистом. Паоло Веронезе известен как портретист и мастер религиозных картин.

## Галерея

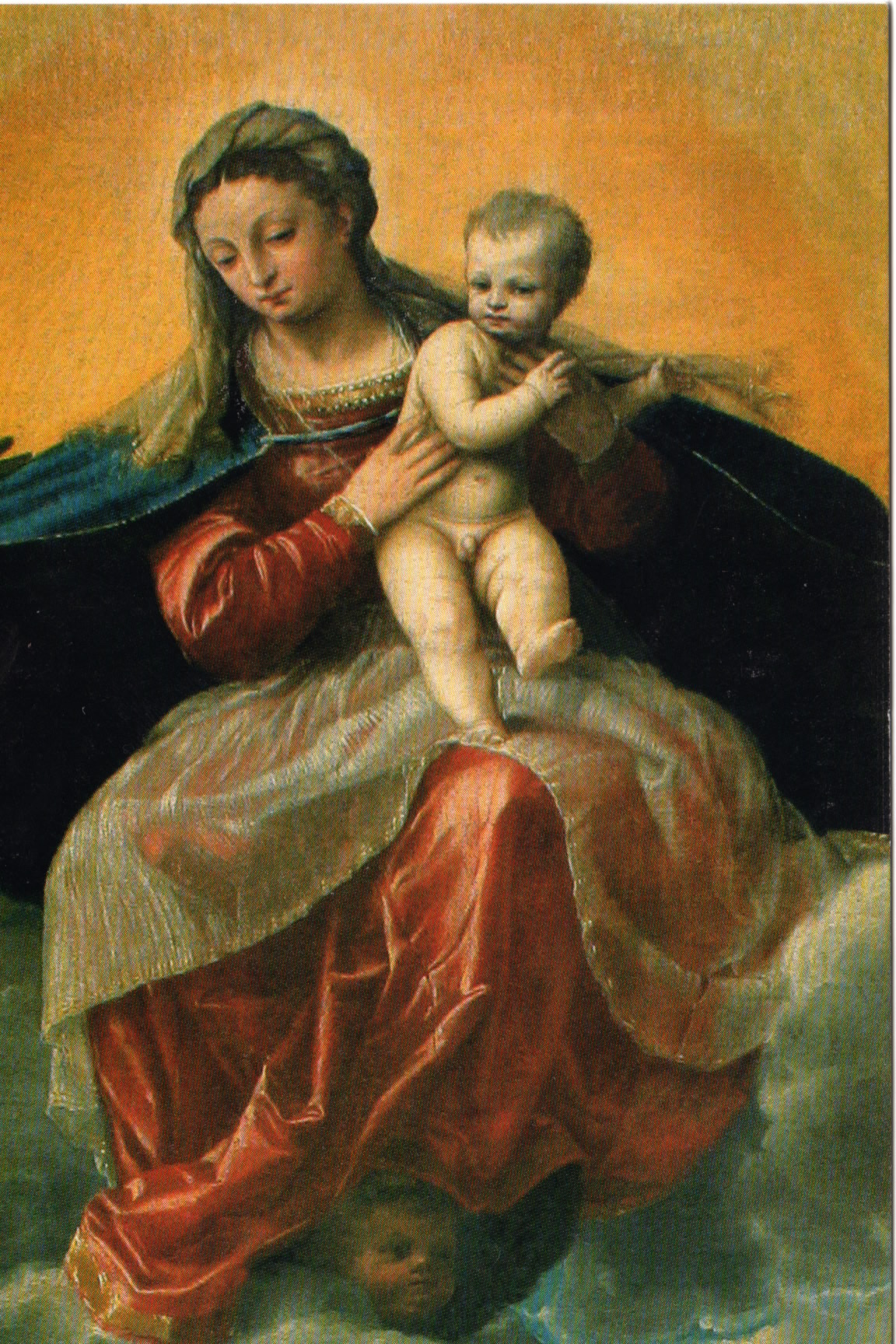
Мадонна с Младенцем во славе и святыми Иоанном, аббатом Антонием, Бенедиктом и Бьяджо. Деталь. Коллегиальная церковь Сан-Надзаро-э-Чельсо, Верона
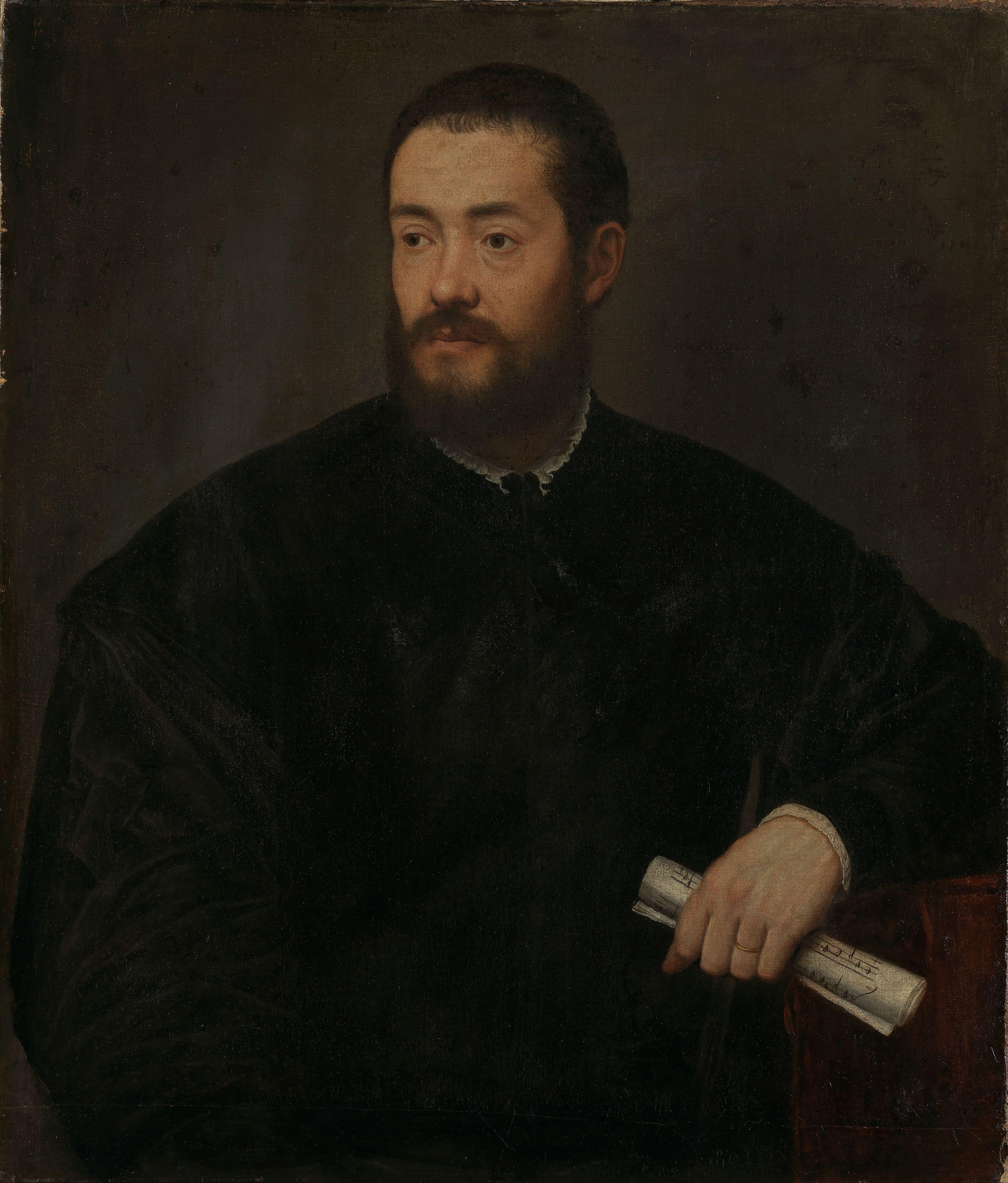
Портрет музыканта. Ок. 1550. Холст, масло. Национальный музей искусства, архитектуры и дизайна. Осло, Норвегия
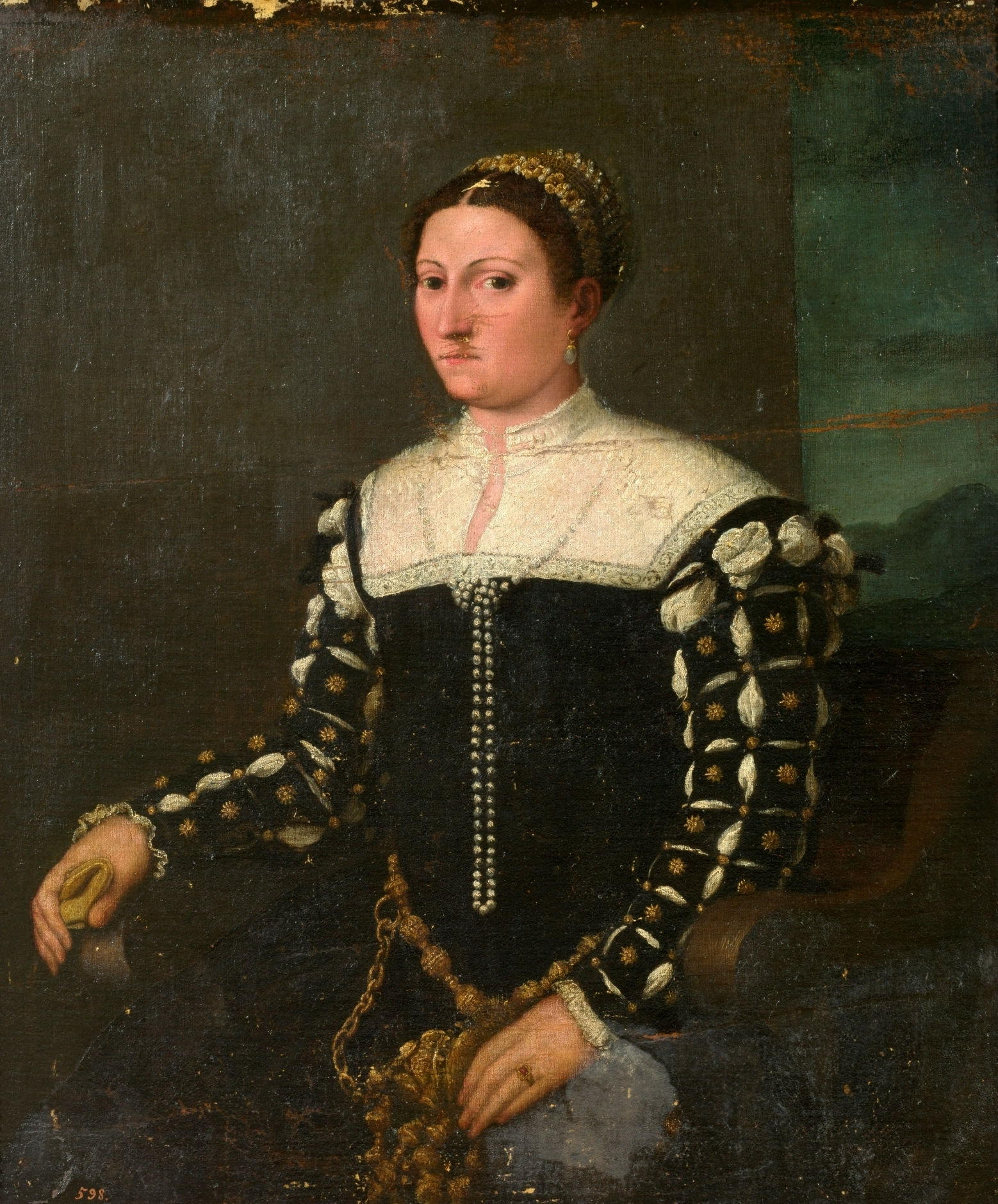
Портрет неизвестной. Между 1550 и 1560. Холст, масло. Прадо, Мадрид

## Избранные произведения
- «Алтарь Сан-Надзаро»
- «Мадонна с Младенцем, Марией Магдалиной и Святым Дионисием» Музей Кастельвеккьо, Верона
- «Христос с ребёнком»
- «Христос воскрешает умершего Лазаря»
- «Мадонна с Младенцем и святыми Петром, Андреем и Иоанном Евангелистом»
- «Портрет неизвестной дамы». Прадо, Мадрид